# Aphis ponomarenkoi
Aphis ponomarenkoi är en insektsart. Aphis ponomarenkoi ingår i släktet Aphis och familjen långrörsbladlöss. Inga underarter finns listade i Catalogue of Life.